# San Lorenzo Bellizzi
San Lorenzo Bellizzi ist eine italienische Stadt in der Provinz Cosenza in Kalabrien mit 511 Einwohnern (Stand 31. Dezember 2023).

## Lage und Daten
San Lorenzo Bellizzi liegt etwa 84 km nördlich von Cosenza an der südöstlichen Seite des Berges Pollino. Die Nachbargemeinden sind Castrovillari, Cerchiara di Calabria, Civita und Terranova di Pollino (PZ).